# Bitter von Raesfeld (Domherr, † 1581)
Bitter von Raesfeld (* 25. Januar 1532; † 1. Juli 1581 in Münster) war Domherr in Worms, Paderborn und Münster.

## Leben

### Herkunft und Familie
Bitter von Raesfeld entstammte dem westfälischen Adelsgeschlecht von Raesfeld, aus dem zahlreiche namhafte Persönlichkeiten hervorgegangen sind. Dessen Mitglieder gehörten dem katholischen Glauben an. Er war der Sohn des Arnd von Raesfeld zu Hamern (* 1479, † 1567) und dessen Gemahlin Petronella von Merveldt († 1534). Seine Geschwister waren Bernhard von Raesfeld (Fürstbischof von Münster), die münsterschen Domherren Gottfried, Heinrich, Arnd und Dietrich Franz, Johann (* 1509, ⚭ Katharina von dem Berge), Anna (* 1510, Nonne zu Überwasser), Bertra (1512–1548, ⚭ Wilhelm von Büren), Elisabeth (* 1515, Kanonisse in Recklinghausen), Goswin (* 1518, ⚭ Elisabeth von dem Berge, Schwester seiner Schwägerin Katharina), Ludger (* 1526–1503, Drost zu Wolbeck und Sassenberg) und Franz (* 1528, Domherr zu Mainz und Osnabrück).

### Wirken
Nach dem Verzicht seines Bruders Gottfried erhielt Bitter im Jahre 1552 eine Präbende am Kollegiatstift St. Mauritz und am 31. Oktober 1558 auch eine münstersche Dompräbende. Seine Emanzipation fiel in das Jahr 1559. Im Jahre 1567 verzichtete er zugunsten seines Cousins Bitter auf die Präbende in St. Mauritz. Er wird auch als Domherr in Paderborn und Worms sowie als Inhaber der Archidiakonate Lichtenvoorde, Roxel, Vreden und Neede genannt. Am 19. August 1576 nahm er die Obedienz Hiddingsel in Besitz.
Bitter starb an der grassierenden Pest. In seinem – undatierten – Testament vermachte er einen Teil seines Vermögens seinen Geschwistern und Verwandten sowie seiner Tochter Gertrud und ihrer Mutter, der Magd Katharina Tegeler, mit der er im Konkubinat gelebt hatte. Auch sein gleichnamiger Sohn Bitter wurde bedacht.